# Invasione di Banu Qaynuqa
L'invasione di Banu Qaynuqa, conosciuta anche come spedizione contro i Banu Qaynuqa, avvenne nel 624 d.C. I Banu Qaynuqa erano una tribù ebraica che venne espulsa dal profeta islamico Maometto per aver violato il trattato noto come Costituzione di Medina. Lo scontro nacque da una molestia nei confronti di una donna musulmana da parte di un membro della tribù ebraica in un mercato. La tribù, dopo quindici giorni di assedio, finì per arrendersi a Maometto. Il profeta, che stava per prendere una decisione, alla fine cedette all'insistenza di Abdullah ibn Ubayy e decise di espellere i Banu Qaynuqa.

## Banu Qaynuqa
Nel 7º secolo, i Banu Qaynuqa abitavano in due fortezze nella zona sud-occidentale della città di Yathrib, l'attuale Medina. La data del loro insediamento è sconosciuta. Sebbene avessero principalmente nomi arabi, i Banu Qaynuqa erano di etnia e religione ebraica. Non possedevano terreni e si guadagnavano da vivere attraverso il commercio e l'artigianato, inclusa l'arte orafa.  Il mercato di Yathrib si trovava proprio nell'area della città in cui risiedevano i Qaynuqa. I Banu Qaynuqa erano alleati con la tribù araba locale dei Khazraj e li hanno sostenuti nei conflitti con la tribù araba rivale degli Aws.

## Antefatti
Secondo Ibn Hisham, scoppiò presto una disputa tra i musulmani e i Banu Qaynuqa (alleati della tribù dei Khazraj) quando una donna musulmana visitò una gioielleria nel mercato di Qaynuqa e fu infastidita affinché si scoprisse il viso. L'orafo, un ebreo, le appuntò il vestito in modo tale che alzandosi rimase nuda. Un musulmano, giunto sul luogo del trambusto che ne seguì, uccise il negoziante per vendetta. A loro volta, gli ebrei uccisero l'uomo musulmano. Questo episodio degenerò in una serie di vendette e l'inimicizia tra musulmani e Banu Qaynuqa crebbe.
Gli ebrei di Medina divennero sempre più ostili nei confronti di Muhammad perché affermava di essere un profeta, anche se alcuni ebrei si convertirono all'Islam. Si dice che i Banu Qaynuqa avessero 300 soldati con armatura e 400 senza.
Nel dicembre del 623, i musulmani guidati da Muhammad sconfissero i meccani della tribù dei Banu Quraysh nella battaglia di Badr. Le tribù ebree, come i Banu Qaynuqa, espressero risentimento per questo. I Banu Qaynuqa avrebbero avviato una campagna di azioni moleste nei confronti dei musulmani, schernendoli anche, danneggiando coloro che si recavano nei loro mercati e intimidendo le donne musulmane. Muhammad li ammonì per la loro presunta condotta, ordinò loro di essere razionali e giudiziosi, e li avvertì di ulteriori trasgressioni.
I Banu Qaynuqa sfidarono Muhammad e dissero: "Non illuderti a causa della sconfitta di alcuni Quraishiti inesperti nell'arte della guerra. Se dovessi combattere con noi, ti renderesti conto che siamo dei veri esperti di guerra."
Allora la sura III, 12-13 fu rivelata a Muhammad,
Muhammad poi assediò i Banu Qaynuqa per quindici giorni, dopo di che la tribù si arrese incondizionatamente. Era certo, secondo Watt, che ci fossero state delle trattative. Al momento dell'assedio, i Qaynuqa avevano una forza combattente di 700 uomini, 400 dei quali erano armati. Watt conclude che Muhammad non avrebbe potuto assediare con tanto successo una forza così numerosa senza il supporto degli alleati di Qaynuqa.
Dopo la resa dei Banu Qaynuqa, Muhammad intendeva massacrare la tribù. Tuttavia, Abdullah ibn Ubayy, capo di una sezione del clan dei Khazraj, intervenne per loro. Il suo argomento era che la presenza dei Qaynuqa, con 700 uomini combattenti, poteva essere utile in vista del previsto attacco della Mecca. Fu così insistente che mise persino la mano sul collare di Muhammad. Alla fine, poiché Ibn Ubayy era un capo della tribù dei Khazraj da cui provenivano molti dei seguaci di Muhammad, egli si limitò a espellere il popolo dei Banu Qaynuqa da Medina e confiscò i loro beni.

## Espulsione
Le fonti islamiche tradizionali considerano questi episodi come una violazione della Costituzione di Medina. Lo stesso Muhammad li considerò un casus belli (motivo di guerra).  Tuttavia, alcuni orientalisti occidentali non vedono in questi eventi la ragione principale dell'attacco di Muhammad contro i Qaynuqa. Secondo F.E. Peters, le circostanze precise della presunta violazione della Costituzione di Medina non sono specificate nelle fonti.  Secondo Fred Donner, le fonti disponibili non chiariscono le ragioni dell'espulsione dei Qaynuqa. Donner sostiene che Muhammad si sia rivoltato contro i Qaynuqa perché, in quanto artigiani e commercianti, erano in stretto contatto con i mercanti della Mecca. Weinsinck ritiene che gli episodi citati dagli storici musulmani, come la storia dell'orafo ebreo, non abbiano altro che un valore aneddotico. Scrive che gli ebrei avevano assunto un atteggiamento polemico nei confronti di Muhammad e, in quanto gruppo con un notevole potere indipendente, rappresentavano un grande pericolo. Weinsinck conclude quindi che Muhammad, rafforzato dalla vittoria di Badr, si risolse presto a eliminare l'opposizione ebraica alla sua autorità. Anche Norman Stillman ritiene che Muhammad abbia deciso di agire contro gli ebrei di Medina dopo essere stato rafforzato in seguito alla battaglia di Badr.
Shibli Nomani e Safiur Rahman al-Mubarakpuri (autore de Il nettare sigillato) vedono questa reazione come una dichiarazione di guerra. Secondo la tradizione islamica, i versetti 3:10-13 del Corano furono rivelati a Muhammad dopo lo scontro con i Qaynuqa. Muhammad assediò poi i Banu Qaynuqa per quattordici o quindici giorni, secondo Ibn Hisham,  dopo i quali la tribù si arrese incondizionatamente. Secondo Watt, è certo che ci furono delle trattative. Al momento dell'assedio, i Qaynuqa avevano una forza combattente di 700 uomini, di cui 400 corazzati. Watt conclude che Muhammad non avrebbe potuto assediare con successo una forza così numerosa senza il pieno sostegno degli alleati dei Qaynuqa.
Dopo la resa dei Banu Qaynuqa, Abdullah ibn Ubayy, capo di una sezione del clan dei Khazraj, intercedette per loro. Secondo at-Tabari, che cita Ibn Ishaq e Asim ibn Umar ibn Qatada nella sua catena di narrazioni:
Secondo Michael Cook, Muhammad inizialmente voleva uccidere tutti i membri dei Banu Qaynuqa, ma alla fine cedette all'insistenza di Abdullah e accettò di espellere la tribù.  William Montgomery Watt descrive la situazione in modo leggermente diverso. Afferma che Abd-Allah ibn Ubayy tentò di fermare l'espulsione, ma Muhammad era irremovibile sul fatto che i Qaynuqa dovevano lasciare la città. Tuttavia, era disposto ad essere clemente su altre condizioni. Ibn Ubayy, dal canto suo, sosteneva che la presenza dei Qaynuqa con 700 combattenti potesse essere utile in vista del previsto attacco della Mecca. Maxime Rodinson riporta che Muhammad voleva mettere a morte tutti gli uomini della tribù, ma fu convinto da Abdullah ibn Ubayy, che era un vecchio alleato dei Qaynuqa, a non farlo. A causa di questo intervento e di altri episodi di disaccordo con Muhammad, Abdullah ibn Ubayy si guadagnò nella tradizione musulmana il titolo di capo degli ipocriti (munafiqun).

## Conseguenze
I Banu Qaynuqa lasciarono Medina per prima, dirigendosi verso le colonie ebraiche del Wadi al-Kura, a nord di Medina, e da lì verso Der'a in Siria,  a ovest di Salkhad. Nel corso del tempo, si assimilarono alle comunità ebraiche preesistenti in quella zona, rafforzandole numericamente.
Muhammad divise i beni dei Banu Qaynuqa, comprese armi e strumenti, tra i suoi seguaci, prelevando per la prima volta un quinto del bottino per sé stesso. Alcuni membri della tribù scelsero di rimanere a Medina e convertirsi all'Islam, forse più per opportunismo che per convinzione. Un uomo dei Banu Qaynuqa, Abdullah ibn Salam, divenne un devoto musulmano. Sebbene alcune fonti musulmane affermino che si sia convertito subito dopo l'arrivo di Muhammad a Medina, gli studiosi moderni danno più credito ad altre fonti musulmane, che indicano il 630, 8 anni dopo, come anno della conversione di ibn Salam.

## Fonti islamiche primarie
Il Corano, in particolare le sure 8:58, 3:118 e 3:12-13, viene collegato a questo evento.

### Corano 8:58
Questo versetto è citato in relazione a questo episodio. Recita:
Ibn Kathir interpreta il versetto come un permesso a rompere i trattati con i non-musulmani che a loro volta li abbiano infranti per primi.

### Corano 3:118
Si narra che Maometto chiese agli ebrei di pagare il tributo (Jizyah), ma essi rifiutarono e derisero Maometto, affermando che il suo Dio fosse povero. La tradizione islamica narra che, a causa di questi commenti, fu rivelato il versetto coranico 3:118:

### Corano 3:12-13
Anche i versetti 3:12 e 3:13 del Corano sono collegati a questo evento. Recitano:
Ibn Kathir afferma che, dopo che Maometto "ottenne la vittoria nella battaglia di Badr e tornò a Medina, radunò gli ebrei nel mercato di Bani Qaynuqa", e in seguito fu rivelato questo versetto.